# Крістіан Райц
Крістіан Райц  (нім. Christian Reitz, 29 квітня 1987) — німецький стрілець, олімпійський медаліст.

## Виступи на Олімпіадах
| Олімпіада   | Дисципліна                              | Місце |
| ----------- | --------------------------------------- | ----- |
| Пекін 2008  | швидкострільний пістолет, 25 м          | 3     |
| Лондон 2012 | швидкострільний пістолет, 25 м          | 6     |
| Лондон 2012 | пістолет, 50 м                          | 7     |
| Ріо 2016    | швидкострільний пістолет, 25 м          | 1     |
| Токіо 2020  | швидкострільний пістолет, 25 м          | 5     |
| Токіо 2020  | пневматичний пістолет, 10 метрів        | 5     |
| Токіо 2020  | пневматичний пістолет, 10 метрів, мікст | 12    |
| Париж 2024  | швидкострільний пістолет, 25 метрів     | 23    |
| Париж 2024  | пневматичний пістолет, 10 метрів        | 5     |
| Париж 2024  | пневматичний пістолет, 10 метрів, мікст | 6     |